# Taenioides cirratus
Taenioides cirratus és una espècie de peix de la família dels gòbids i de l'ordre dels perciformes.

## Morfologia
- Els mascles poden assolir 30 cm de longitud total.[1][2]

## Alimentació
Menja crustacis i d'altres invertebrats i, probablement també, peixets.

## Hàbitat
És un peix de clima tropical i demersal.

## Distribució geogràfica
Es troba a Bangladesh, Cambodja, la Xina (incloent-hi Hong Kong), l'Índia (incloent-hi les Illes Andaman), Indonèsia, el Japó, Corea, Nova Caledònia, Papua Nova Guinea, les Filipines, Taiwan i Tailàndia.

## Observacions
És inofensiu per als humans.